# Austin Riley
Pour les articles homonymes, voir Riley.
Michael Austin Riley, né le 2 avril 1997 à Memphis dans le Tennessee, est un joueur de troisième base des Braves d'Atlanta de la Ligue majeure de baseball.

## Carrière
Austin Riley est sélectionné par les Braves d'Atlanta avec le 41e choix du repêchage 2015. En mai 2019, après plusieurs saisons dans les ligues mineures avec les Stripers de Gwinnett en Ligue AAA de baseball, Riley est promu en ligue majeure.
En 2022, alors qu'il mène la ligue avec 201 bases atteintes, et deuxième de la ligue avec 26 coups de circuit, Austin Riley est sélectionné pour le match des étoiles en remplacement de Nolan Arenado, forfait pour soigner une blessure. En août, le joueur de 25 ans signe une prolongation de contrat de dix ans pour une valeur de 212 millions de dollars, le record de la franchise d'Atlanta.